# Slobyn
Slobyn is een plaats in de gemeente Arvika in het landschap Värmland en de provincie Värmlands län in Zweden. De plaats heeft 67 inwoners (2005) en een oppervlakte van 31 hectare.